# تي ان ايه سلاميفرسري 2019
 سلاميفرسري اكس في أي أي هو حدث مصارعة المحترفين الدفع مقابل المشاهدة (بي بي في) هو أحد العروض التي تنتجها وتروج لها شركة امباكت ريسلينج. تم عقده يوم الاحد الموافق 7 يوليو 2019، في مدينة دالاس، تكساس الأمريكية في قاعة Gilley's Dallas. كان هذا الحدث الخامس عشر تحت التسلسل الزمني سلاميفرسري.

## الإنتاج

### الخلفية
في ريبليون، أعلنت تي ان ايه عن تاريخ عرض سلامي فرسري Slammiversary XVII ، لكنها لم تعلن عن مكان. في 14 مايو 2019 عبر موقعها على شبكة الإنترنت وعلى وسائل التواصل الاجتماعي، أعلنت أن الحدث سيعقد في قاعة جيلي دالاس، وسيكون أول حدث يعقد في هذه القاعة في [بحاجة لمصدر]

### السيناريوهات
وسيشهد الحدث مباريات مصارعة المحترفين التي من شأنها أن يشارك فيها مصارعين مختلفين النزاعات التي تم ترتيبها بحسب سيناريوهات تمت كتابتها سلفا. سوف يصور المصارعون المكروهين والمحبوبين أو الشخصيات الأقل تميزًا في الأحداث النصية التي أدت إلى توتر والتي بدورها تؤدي الي الإعلان عن مباراة مصارعة أو سلسلة من المباريات.

## النتائج
| ترتيب المباريات        | النتائج | نوع المباراة                                      | الوقت المخصص للمباراة بالدقائق |
| ---------------------- | --- | ------------------------------------------------- | ------------------------------ |
| 1                      | ويلي ماك يهزم تي جي بي وجيك كريست وتيري ماجويل | مباراة تحدي مفتوح                                 | 10:00                          |
| 2                      | فريق النورث (جوش اليكساندر وايثان بيج) (ب) ضد فريق الرازكيلز (ديزموند اكزافيه وزكاري وينتز) (برفقة تري ماجويل) فريق ال ايه اكس (سانتانا، اورتيز) (برفقة كونان) | مباراة فرق تهديد ثلاثي للحفاظ علي لقب الفرق       | 7:20                           |
| 3                      | إدي إدواردز يهزم ايدي ادواردز | مباراة أول من يسيل دمه                            | 11:30                          |
| 4                      | موس يهزم روب فان دام | مباراة فردية                                      | 13:50                          |
| 5                      | تايا فالكيري (ب) تهزم روزماري وسو يونغ وجيسيكا هافوك | قاتلة رباعية مونستر بول للحفاظ علي لقب النوك اوتس | 11:45                          |
| 6                      | ريتش سوان (ب) يهزم جوني امباكت | مباراة فردية للحفاظ علي لقب الاكس دفجن            | 14:55                          |
| 7                      | براين كيج (ب) يهزم مايكل الجين | مباراة فردية للحفاظ علي لقب بطولة العالم          | 14:10                          |
| الحدث الرئيسي          | تيسا بلانشيرد ضد سامي كالهان | مباراة رجل ضد نوك اوت                             | 15:00                          |
| - (ب) – تشير الي البطل | |                                                   |                                |

## روابط خارجية
- موقع الاتحاد الرسمي